# Raoul Wallenberg Park
Raoul Wallenberg Park är en park i Australien. Den ligger i stadsdelen Dianella i kommunen Stirling och delstaten Western Australia, nära delstatshuvudstaden Perth.